# Great Britain Hockey
Great Britain Hockey is de hockeybond voor alle Britse nationale teams. De bond is dan ook aangesloten bij het Brits Olympisch Comité en is met name in beeld bij Olympische Spelen.
Engeland, Ierland, Schotland en Wales beschikken ieder over een eigen hockeybond met ook eigen nationale teams. De bond ontstond in 1948 als de British Hockey Board om als gastheer van de Olympische Spelen in dat jaar met een verenigd Brits team deel te nemen aan het hockeytoernooi. De bond is aangesloten bij de EHF en de FIH. Soms wordt er met een verenigd Brits team ook deelgenomen aan de Champions Trophy.

## Nationale ploegen
- Britse hockeyploeg (mannen)
- Britse hockeyploeg (vrouwen)